# Saison 2015-2016 de l'Atlantique stade rochelais
Cette page présente la saison 2015-2016 de l'Atlantique stade rochelais en Top 14 et en challenge européen.

## Entraîneurs
- Patrice Collazo : Entraineur principal et des avants
- Xavier Garbajosa : Entraineur des arrières

## La saison
Budget
Avec un budget de 16,43 millions d'euros, celui-ci est le 11e budget, sur 14, du Top 14.

## Calendrier et résultats[1]

### Matchs amicaux
- Stade rochelais - USO Nevers : 43-5
- CA Brive - Stade rochelais : 35-14
- Stade rochelais- Union Bordeaux Bègles : 14-19

### Top 14
| - Stade rochelais - ASM Clermont : 6-44 - Racing 92 - Stade rochelais : 20-19 - Stade rochelais - CA Brive : 21-18 - RC Toulon - Stade rochelais : 45-24 - Stade toulousain - Stade rochelais : 39-22 - Stade rochelais - SU Agen : 23-6 - Union Bordeaux Bègles - Stade rochelais : 21-6 - Stade rochelais - US Oyonnax : 38-3 - Montpellier HR - Stade rochelais : 25-20 - Stade rochelais - FC Grenoble : 33-16 - Section paloise - Stade rochelais : 15-11 - Stade rochelais - Castres olympique : 25-21 - Stade français - Stade rochelais : 33-20 | - ASM Clermont - Stade rochelais : 57-8 - Stade rochelais - Racing 92 : 14-30 - CA Brive - Stade rochelais : 28-6 - Stade rochelais - RC Toulon : 19-14 - Stade rochelais - Stade toulousain : 28-8 - SU Agen - Stade rochelais : 31-27 - Stade rochelais - Union Bordeaux Bègles : 22-15 - US Oyonnax - Stade rochelais : 17-16 - Stade rochelais - Montpellier HR : 36-10 - FC Grenoble - Stade rochelais : 39-23 - Stade rochelais - Section paloise : 35-16 - Castres olympique - Stade rochelais : 67-20 - Stade rochelais - Stade français : 21-18 |

| Rang | Club                   | J  | V  | N | D  | Em | Ee | Bo | Bd | Pm  | Pe  | Diff | Pts |
| ---- | ---------------------- | -- | -- | - | -- | -- | -- | -- | -- | --- | --- | ---- | --- |
| 1    | ASM Clermont           | 26 | 18 | 1 | 7  | 75 | 31 | 10 | 4  | 735 | 431 | +304 | 88  |
| 2    | RC Toulon              | 26 | 16 | 0 | 10 | 89 | 35 | 11 | 7  | 764 | 446 | +318 | 82  |
| 3    | Montpellier HR         | 26 | 18 | 0 | 8  | 68 | 49 | 7  | 2  | 723 | 569 | +154 | 81  |
| 4    | Racing 92              | 26 | 18 | 1 | 7  | 62 | 36 | 5  | 2  | 614 | 522 | +92  | 81  |
| 5    | Stade toulousain       | 26 | 16 | 2 | 8  | 76 | 33 | 7  | 4  | 680 | 393 | +287 | 79  |
| 6    | Castres olympique      | 26 | 15 | 0 | 11 | 67 | 35 | 6  | 5  | 650 | 496 | +154 | 71  |
| 7    | Union Bordeaux Bègles  | 26 | 14 | 2 | 10 | 44 | 45 | 3  | 4  | 552 | 503 | +49  | 67  |
| 8    | CA Brive               | 26 | 13 | 1 | 12 | 42 | 48 | 4  | 4  | 540 | 544 | -4   | 62  |
| 9    | Stade rochelais        | 26 | 11 | 0 | 15 | 49 | 60 | 4  | 6  | 553 | 656 | -103 | 54  |
| 10   | FC Grenoble            | 26 | 10 | 0 | 16 | 58 | 90 | 4  | 3  | 605 | 779 | -174 | 47  |
| 11   | Section paloise P      | 26 | 10 | 1 | 15 | 30 | 73 | 1  | 3  | 420 | 675 | -255 | 46  |
| 12   | Stade français Paris T | 26 | 9  | 0 | 17 | 44 | 60 | 2  | 3  | 543 | 631 | -88  | 41  |
| 13   | SU Agen P              | 26 | 5  | 0 | 21 | 47 | 99 | 1  | 5  | 531 | 846 | -315 | 26  |
| 14   | Oyonnax Rugby          | 26 | 5  | 0 | 21 | 37 | 92 | 2  | 2  | 429 | 847 | -418 | 24  |

### Coupe d'Europe
Dans le Challenge européen l'Atlantique stade rochelais fait partie de la poule 4 et est opposé aux Anglais du Gloucester RFC, tenant du titre 2015, et de Worcester et aux Italiens du Zebre de Parme.
| - Worcester - Stade rochelais : 19-3 - Stade rochelais - Gloucester RFC : 20-33 - Stade rochelais - Zebre de Parme : 27-19 | - Stade rochelais - Worcester : 35-11 - Gloucester RFC - Stade rochelais : 20-10 - Zebre de Parme - Stade rochelais : 25-5 |

Avec 2 victoires et 4 défaites, l'Atlantique stade rochelais termine 3e de la poule 4 et n'est pas qualifié pour les quarts de finale.
| Rang | Équipe             | J | V | N | D | Em | Ee | Bo | Bd | Pm  | Pe  | Diff | Pts |
| ---- | ------------------ | - | - | - | - | -- | -- | -- | -- | --- | --- | ---- | --- |
| 1    | Gloucester RFC T   | 6 | 6 | 0 | 0 | 16 | 9  | 1  | 0  | 151 | 86  | +65  | 25  |
| 2    | Zebre              | 6 | 3 | 0 | 3 | 11 | 11 | 0  | 1  | 114 | 92  | +22  | 13  |
| 3    | Stade rochelais    | 6 | 2 | 0 | 4 | 13 | 13 | 2  | 0  | 100 | 127 | -27  | 10  |
| 4    | Worcester Warriors | 6 | 1 | 0 | 5 | 8  | 15 | 0  | 1  | 88  | 148 | -60  | 5   |

## Effectif 2015-2016
| Nom                  | Poste     | Naissance       | Nationalité sportive | International | Dernier club          | Arrivée au club (année) |
| Uini Atonio          | Pilier    | 26/03/1990      | France               |               | Counties Manukau      | 2011                    |
| Mike Corbel          | Pilier    | 09/04/1992      | France               | -             | ASM Clermont          | 2013                    |
| Lekso Kaulashvili    | Pilier    | 27/08/1992      | Géorgie              | -             | Formé au club         | 2013                    |
| Thomas Synaeghel     | Pilier    | 26/04/1987      | France               | -             | Biarritz Olympique    | 2014                    |
| Vincent Pelo         | Pilier    | 22/04/1988      | France               |               | CS Bourgoin-Jallieu   | 2014                    |
| Jordan Seneca        | Pilier    | 03/12/1991      | France               | -             | Stade français Paris  | 2012                    |
| Maxime Gau           | Pilier    | 05/12/1990      | France               | -             | SC Albi               | 2015                    |
| Hikairo Forbes       | Talonneur | 05/03/1986      | Nouvelle-Zélande     | -             | Union Bordeaux-Bègles | 2013                    |
| David Roumieu        | Talonneur | 15/10/1981      | France               | -             | Aviron bayonnais      | 2015                    |
| Benjamin Geledan     | Talonneur | 08/04/1990      | France               | -             | Biarritz Olympique    | 2010                    |
| Leandro Cedaro       | 2e ligne  | 16/02/1988      | Italie               |               | Stade Montois         | 2012                    |
| Mathieu Tanguy       | 2e ligne  | 05/05/1996      | France               | -             | Formé au club         | 2014                    |
| Damien Lagrange      | 2e ligne  | 04/07/1987      | France               | -             | US Oyonnax            | 2015                    |
| Romana Graham (en)   | 2e ligne  | 29/06/1986      | Nouvelle-Zélande     |               | Exeter Chiefs         | 2014                    |
| Jason Eaton          | 3e ligne  | 21/08/1982      | Nouvelle-Zélande     |               | NTT Shinning          | 2014                    |
| Romain Sazy          | 3e ligne  | 14/10/1986      | France               | -             | US Montauban          | 2010                    |
| Benoît Guyot         | 3e ligne  | 18/01/1989      | France               | -             | Biarritz Olympique    | 2014                    |
| Afaesetiti Amosa     | 3e ligne  | 11 octobre 1990 | Australie            | -             | Colomiers rugby       | 2015                    |
| Jone Qovu            | 3e ligne  | 26/07/1985      | Fidji                |               | Racing 92             | 2014                    |
| Jérémie Abiven       | 3e ligne  | 06/01/1994      | France               | -             | Formé au club         | 2013                    |
| Kevin Gourdon        | 3e ligne  | 23/01/1990      | France               | -             | ASM Clermont          | 2012                    |
| Albain Meron         | 3e ligne  | 18/03/1994      | France               | -             | Formé au club         | 2013                    |
| Zeno Kieft           | 3e ligne  | 02/02/1991      | Pays-Bas             |               | Formé au club         | 2013                    |
| Afa Amosa            | 3e ligne  | 11/10/1990      | Australie            |               | Colomiers rugby       | 2015                    |
| Julien Audy          | Mêlée     | 21/11/1984      | France               | -             | US Oyonnax            | 2013                    |
| Enrico Januarie      | Mêlée     | 01/02/1982      | Afrique du Sud       |               | Lyon OU               | 2015                    |
| Jules Le Bail        | Mêlée     | 09/02/1992      | France               | -             | Formé au club         | 2013                    |
| Fabien Fortassin     | Ouverture | 08/01/1984      | France               | -             | Tarbes Pyrénées       | 2013                    |
| Zack Holmes          | Ouverture | 30/05/1990      | Australie            | -             | Western Force         | 2015                    |
| Jean-Pascal Barraque | Ouverture | 24/04/1991      | France               | -             | Stade toulousain      | 2014                    |
| Pierre Aguillon      | Centre    | 27/03/1987      | France               | -             | US Oyonnax            | 2015                    |
| Eliott Roudil        | Centre    | 30/10/1996      | France               | -             | Formé au club         | 2014                    |
| Levani Botia         | Centre    | 14/03/1989      | Fidji                |               | Nadroga Rugby Fiji    | 2014                    |
| Malietoa Hingano     | Centre    | 27/01/1992      | Australie            | -             | Manly                 | 2014                    |
| Charles Lagarde      | Ailier    | 20/07/1992      | France               | -             | Formé au club         | 2011                    |
| Alofa Alofa          | Ailier    | 12/03/1991      | Samoa                |               | NSW Waratahs          | 2014                    |
| Gabriel Lacroix      | Ailier    | 19/10/1993      | France               | -             | SC Albi               | 2015                    |
| François Herry       | Ailier    | 08/10/1988      | France               | -             | Stade Aurillacois     | 2012                    |
| David Raikuna (en)   | Ailier    | 18/08/1987      | Nouvelle-Zélande     | -             | North Harbour         | 2015                    |
| Kini Murimurivalu    | Arrière   | 15/05/1989      | Fidji                |               | ASM Clermont          | 2012                    |
| Benjamin Lapeyre     | Arrière   | 24/09/1986      | France               | -             | Racing 92             | 2015                    |
| Charles Bouldoire    | Arrière   | 08/06/1993      | France               | -             | Formé au club         | 2014                    |

## Statistiques

### Statistiques collectives
Attaque
Défense

### Statistiques individuelles
Meilleur réalisateur